# Manilla River
Der Manilla River ist ein Fluss im Norden des australischen Bundesstaates New South Wales.
Er ist ein Nebenfluss des Namoi River und trotz seines Namens beim Geographical Names Board of New South Wales als Bach geführt.

## Geographie
Der Manilla River entwässert einen Teil des Hügellandes im westlichen Teil des Hochlandes von New England und die Südhänge der Nandewar Range. Er fließt zunächst nach Norden, dann ein Stück nach Osten und schließlich nach Süden durch Barraba. Bei Manilla mündet er in den Namoi River.
Etwa zehn Kilometer nördlich von Manilla ist der Manilla River zum Split-Rock-Stausee gestaut. Er ist ein wichtiger Wasserspeicher im Einzugsgebiet des Namoi River zur Verhinderung von Überschwemmungen und Sicherstellung der Landbewässerung.